# منتخب فرنسا تحت 17 سنة لكرة القدم للسيدات
منتخب فرنسا تحت 17 سنة للسيدات لكرة القدم (بالفرنسية: Équipe de France féminine de football des moins de 17 ans)‏ هو ممثل فرنسا الرسمي في المنافسات الدولية في كرة القدم في فئة كرة قدم تحت 17 سنة للسيدات، يديريه اتحاد فرنسا لكرة القدم.